# كعكة إسبك
كعكة إِسْبِك ( kue lapis legal أو spekuk بالإندونيسية ) هو نوع من كعك الطبقات الإندونيسي. حُضر أول مرة خلال الحقبة الاستعمارية في جزر الهند الشرقية الهولندية. الكعكة ذات النسيج الراسخ هي نسخة هندية (هولندية-إندونيسية) من كعكة السيخ الأوروبية متعددة الطبقات. ومع ذلك لا يخبزه على سيخ دوار ويحتوي على مزيج من البهارات الإندونيسية مثل الهيل والقرفة والقرنفل وجوزة الطيب واليانسون. الكعكة مصنوعة من الدقيق والمُحّ وهي غنية بالزبدة أو السمن النباتي. 

تحظى كعكة إسبك بشعبية في إندونيسيا وتقدم في ولائم الأعياد مثل عيد الميلاد ورأس السنة الصينية ، و lebaran. وتقدم هدايًا خلال العديد من الاحتفالات المحلية مثل حفلات أعياد الميلاد وحفلات الزفاف. يمكن العثور على شرائح هذه الكعكة في هولندا في معظم محلات البقالة والأسواق الآسيوية وهي أيضًا حلوى شهيرة جدًا في حضرموت.

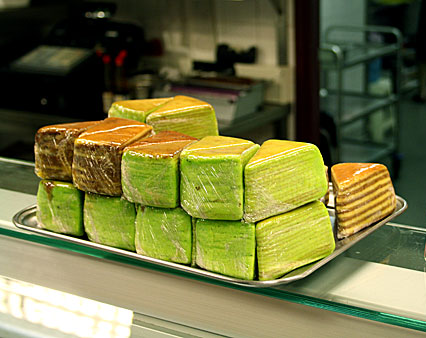
Spekkoek معروضة للبيع في متجر هندي في أمستردام
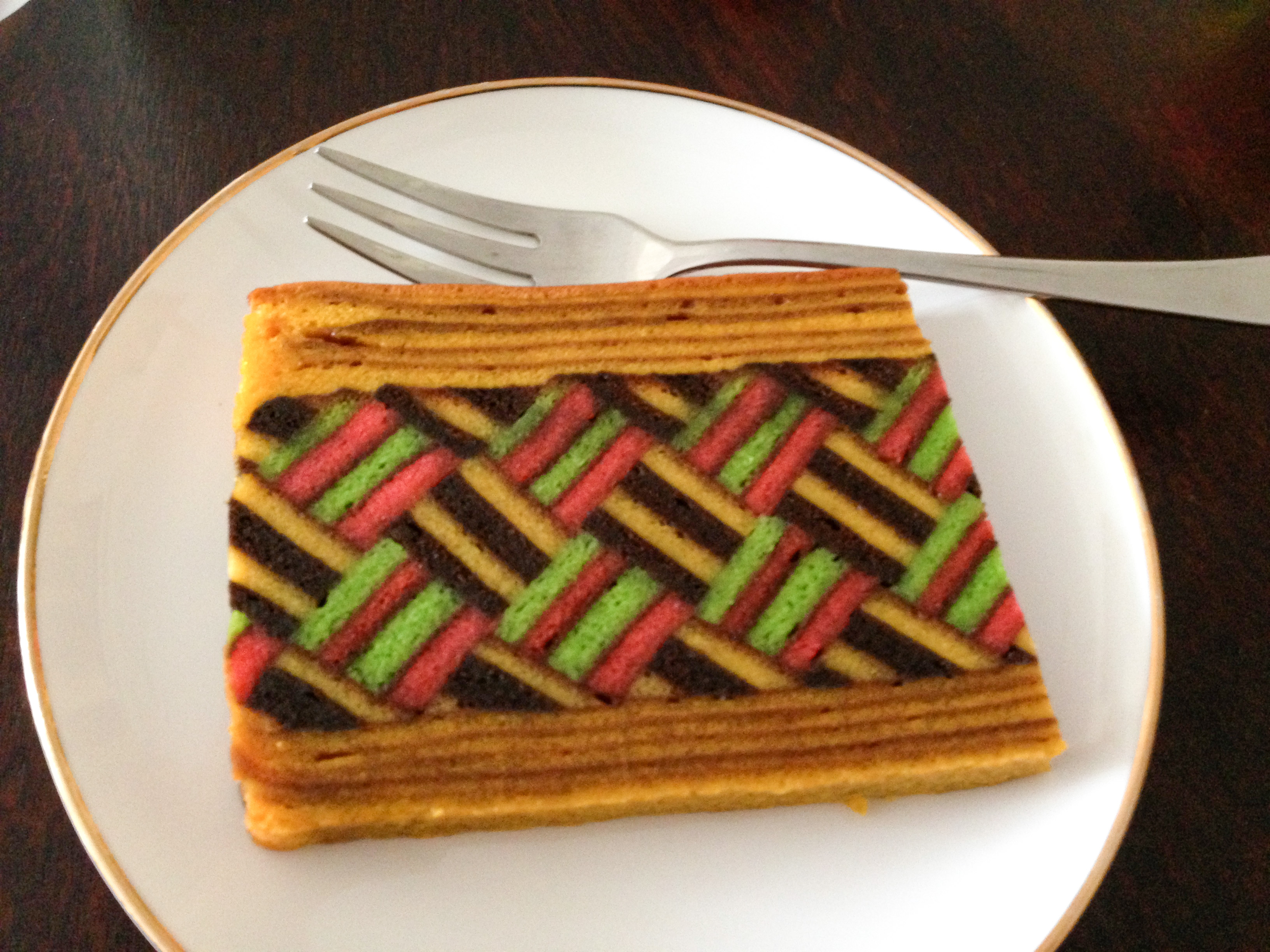
كعكة إسبك في سنغافورة
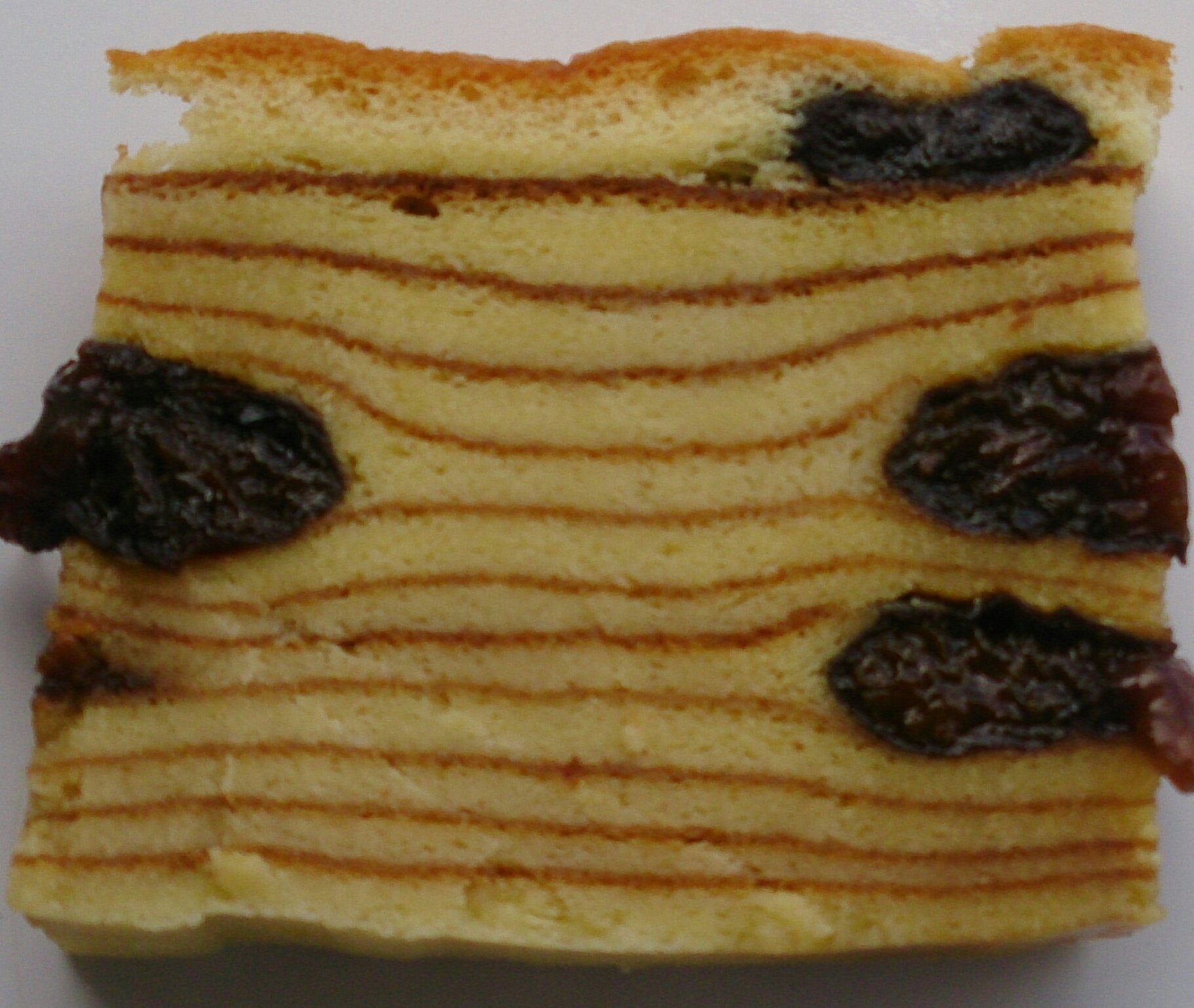
كعكة إسبك بالبرقوق